# La Meilleure Version de moi-même
La Meilleure Version de moi-même est une série télévisée française de 2021 réalisée par Blanche Gardin et diffusée sur Canal+ à partir du 6 décembre.

## Synopsis
Blanche Gardin, humoriste, souffre de problèmes intestinaux. Se détournant de la médecine conventionnelle, elle opte pour des méthodes alternatives.

## Fiche technique
- Titre : La Meilleure Version de moi-même
- Réalisation : Blanche Gardin
- Scénario : Blanche Gardin, Noé Debré, Béatrice Fournera
- Assistant-réalisateur : Hugo Le Gourrierec
- Directeur de la photographie : Boris Lévy
- Chef décoratrice : Elsa Ragueneau
- Production : Marine Bergère, Laurent Bodin, Romain Daubeach, Blanche  Gardin, Louise Krieger.
- Format : Minisérie
- Genre : Faux documentaire, autofiction, humour noir

## Distribution
Sauf indication contraire ou complémentaire, les informations mentionnées dans cette section proviennent du générique de fin de l'œuvre audiovisuelle présentée ici.
- Blanche Gardin : Blanche
- Delphine Baril : Nadine
- Louis C.K. : Louis
- Paul Moulin : Tintin
- Sylvie Pialat : L'agent
- Léa Boublil : L'assistante
- Doully : Doully
- Aymeric Lompret : Aymeric
- Françoise Gazio : la mère de Blanche
- Thierry Perkins-Lyautey : Le naturopathe
- Pierre Bénézit : l'hydrothérapeute
- Louise Krieger : la chamane
- Jean-Christophe Meurisse : le beau-frère de Blanche
- Charlotte Laemmel : la belle-sœur de blanche
- Diana Laszlo : la sœur de Blanche
- Zoé Duchesne : Marine Poirier / Magivan Ritika
- Bruno Hausler : la ramoneur
- Elsa Joly : Flavy
- Manon Kneusé : Cerise, professeure de pilate et féministe
- Lucie Mazalaigue : Éléonore
- Audrey Vernon : Audrey
- Maïa Sandoz : Maïa
- Zazon Castro : Lucie
- Nina Simonpoli-Barthélémy : Nina
- Nicolas Jérôme : le SDF
- Lætitia Spigarelli : professeure de méditation
- Manuel Thiessart : Charlotte

## Production
À l'origine du projet, il y a des échanges sur le développement personnel entre Blanche Gardin et Marine Bergère, productrice, rencontrée sur le tournage du film Problemos d'Éric Judor ; la série fut ensuite en grande partie autofinancée et improvisée. La série a principalement été tournée à Ménilmontant, où habite Blanche Gardin.

## Critiques
Le Monde qualifie la série  d'« alliage de névroses et d’autodérision » prenant « un tour très sombre, presque morbide sur la fin ». Trois Couleurs salue « une incursion jouissive et ultra réaliste dans l’autofiction, genre regrettablement négligé en France ». Elle se moque de MeToo, les réseaux sociaux et les stages de « féminin sauvage », dit Marianne. Pour Le Point, elle utilise l'improvisation et l'autofiction à la manière de The Office et Louie. Poussif, maladroit, malaise  où on ne parle que de caca rappelant Problemos, dit 20 Minutes. Mockumentaire scato plus proche de Louie que de The Office corrige Libération. Antiféminisme produit par Bolloré constate Daniel Schneidermann, Arrêt sur images .

## Ressources
- Signes des temps, France Culture, La série "La meilleure version de moi-même", les frontières du rire, 19 décembre 2021